# Nesreča helikopterja Airbus AS350 B3 na Aljaski (2021)
27. marca 2021 je helikopter Airbus AS350 B3 strmoglavil v bližini ledenika Knik v Palmerju na Aljaski. Umrlo je pet potnikov, med njimi češki milijarder podjetnik Petr Kellner; en potnik je preživel.
V nesreči je bil udeležen helikopter Airbus AS350 B3 z registrsko oznako N351SH.
Helikopter se je zaletel v goro med Metal Creekom in Grashopper Valleyjem na približno 1700 metrih nadmorske višine, le 3 ali 4 metre pod vrhom gore. Po trku se je kotalil med 240 in 270 metri navzdol po pobočju. Polet je bil prijavljen kot pogrešan šele po dveh urah zadnjega prejetega signala.
Razbitine so bile nato prepeljane v Anchorage za nadaljnje preiskave. Predhodno poročilo, objavljeno 13. aprila, je na podlagi GPS podatkov pokazalo nizko in hitro letenje ter hitro manevriranje nad krajem trka. V goro naj bi trčilo okrog 18:35 po aljaškem časovnem pasu.